# Berthe Cerny
Pour les articles homonymes, voir Cerny (homonymie).
Berthe Cerny, de son vrai nom Françoise Berthe-Hélène-Lucie de Choudens, est une actrice française, sociétaire de la Comédie-Française, née le 31 janvier 1868 à Paris où elle est décédée le 27 mars 1940.

## Biographie

### Une femme libre de son époque
« Aimez-moi les uns les autres »

Née le 31 janvier 1868, à Paris (8e arrondissement) et non déclarée à la naissance, Berthe est reconnue successivement à l'âge de douze ans par sa mère Rosalie Françoise le 23 avril 1880, puis deux ans plus tard le 5 octobre 1882 par son père Émile François de Choudens (1837-1896),, déclaré célibataire à son décès. Il aura fallu près de quinze années pour que soit établie officiellement à l'adolescence une identité que ses parents ont refusée à Berthe durant toute son enfance.
Toute petite fille, elle veut être danseuse, et c'est Rachel Boyer qui lui fait abandonner ce projet. Elle ne pense plus qu'au théâtre et prépare le Conservatoire. Elle a quatorze ans quand elle se présente au concours d'admission, dans une scène de Chérubin ; elle est reçue la première. Ses parents veulent, dit-on, lui faire abandonner la comédie pour l'art lyrique, mais, sur les conseils de son professeur, elle continue ses cours de comédie et en 1885 elle obtient un premier prix avec Les Trois Sultanes ; la carrière théâtrale de Berthe Cerny peut dès lors commencer.
Elle n'a pas encore vingt ans lorsqu'elle met au monde le 23 septembre 1887 à Binic (Côtes-d'Armor) un garçon déclaré par la sage-femme sous l'identité de Jacques Robert, de père et mère inconnus. Berthe Cerny ne le reconnait que huit ans plus tard le 2 octobre 1895 sous le nom de Jacques Robert de Choudens,. Berthe Cerny veille à son éducation en le retirant en septembre 1897 de la pension d'Asnières où il est élève pour l'inscrire plus près d'elle à Paris au lycée Jean-Baptiste-Say.
C'est à cette époque en effet que commence sa liaison avec Raoul William Johnston (1870-1915),, fils de Nathaniel Johnston (1836-1914), grand négociant bordelais, conseiller général en 1866 et député de la Gironde en 1869. Un enfant naît le 5 juin 1898 à Paris (16e arrondissement) ; il est déclaré par la sage-femme sous le nom de François de Choudens, fils de Françoise Berthe Hélène Lucie de Choudens et de père non dénommé. Sa mère le reconnait un an après le 14 juin 1899 ; son père lui donne son nom le 25 janvier 1910 et une identité complète,.
En février 1907 Berthe Cerny rencontre le ministre de l'Instruction publique des Beaux-Arts et des Cultes Aristide Briand afin de plaider sa cause, Jules Claretie, administrateur général de la Comédie-Française lui refusant le statut de sociétaire. S'ensuit une liaison qui durera neuf années. « Cerny a les yeux Briand et Briand les yeux Cerny », dit-on à leur sujet ; on la surnomme « la Brillante »,.
Moins d'un an avant cette rupture, la guerre de 1914-1918 lui a pris en mai 1915 Raoul William Johnston, le père de son 2e fils François qui n'a pas encore 17 ans, puis la même année en juin son fils aîné Jacques âgé de 27 ans, tous deux morts pour la France. Au sortir de la guerre, en 1919, elle reçoit la médaille d'argent de la Reconnaissance française en même temps que de nombreux autres artistes dont Sarah Bernhardt.
Elle entretient alors une liaison avec Paul Reynaud. Elle partage son temps entre son appartement parisien du 16e arrondissement au 25 bis de la rue Benjamin Franklin dans l'immeuble construit en 1904 par l'architecte Auguste Perret et sa villa « la Veine » de Saint-Cloud (Hauts-de-Seine).
Nommée sociétaire honoraire de la Comédie Française en 1931, elle vit à l'écart du théâtre, très affectée par le décès de son second fils en 1936 et meurt le 27 mars 1940 à son domicile parisien,,.

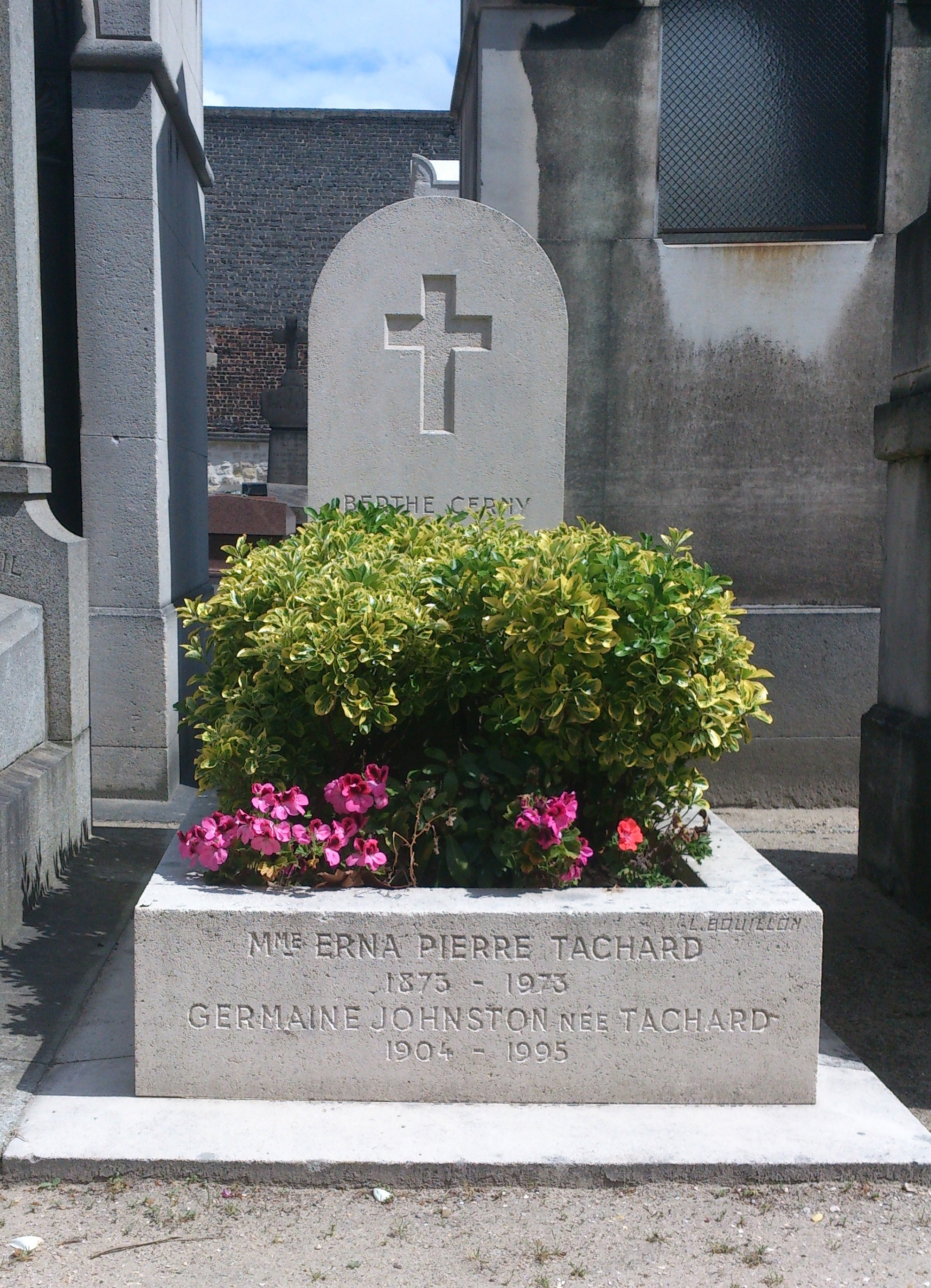
Tombe au cimetière d'Auteuil (Paris).

Lors de ses obsèques le 29 mars 1940 à l'église Notre-Dame de Grâce de Passy, un hommage lui est rendu sur le parvis au nom des comédiens français par Georges Le Roy, ancien sociétaire de la Comédie Française, et professeur au Conservatoire de Paris. Elle est inhumée ensuite le même jour au cimetière d'Auteuil (16e arrondissement de Paris).

### Une femme de théâtre
Elle se présente en 1882 au Conservatoire de Paris dans une scène de Chérubin de Beaumarchais et est admise ; elle obtient un 2e accessit, de comédie en 1883 avant d'intégrer la classe de Gustave-Hippolyte Worms en 1884. Second prix en 1884 dans Les Folies amoureuses de Jean-François Regnard elle décroche l'année suivante le premier prix de comédie, avec Les Trois sultanes de Charles-Simon Favart.
Elle n'a pas encore dix-huit ans lorsqu'elle débute cette même année 1885 au théâtre de l'Odéon. Le 28 octobre 1885 elle est de la création de Un coup de soleil, comédie en un acte d'Albéric Second avec Théodore de Grave. Avec Berthe Cerny, Berthe de Choudens s'est trouvé son nom d'artiste dans le rôle de Berthe,. L'année suivante 1886 elle est à l'affiche de Renée Mauperin, pièce d'Henry Céard d'après le roman des frères Goncourt, à l'origine en 5 actes puis réduite à 3 mais qui sera un échec ; en 1887 elle est La petite Dachellery dans Numa Roumestan, pièce en cinq actes d'Alphonse Daudet,.
Elle quitte l'Odéon en 1890 pour le théâtre royal du Parc à Bruxelles. La saison 1890-1891 elle y joue dans Mensonges, de Pierre Decourcelle en collaboration avec Léopold Lacour, d'après le roman de Paul Bourget. La saison suivante elle est à l'affiche successivement d'Amoureuse, comédie de Georges de Porto-Riche, de Clary contre clary, comédie d'Albert Millaud, de La Danseuse au couvent, comédie en un acte de Pierre Decourcelle, de Le Gendarme du même Pierre Decourcelle et enfin de Ma Cousine, comédie en 3 actes d'Henri Meilhac.
De retour en France elle se produit sur la plupart des scènes parisiennes. Au Vaudeville elle est Iza dans L'Affaire Clemenceau,,, pièce tirée du roman de Alexandre Dumas fils par Armand d'Artois. Elle crée Léontine le 23 avril 1892 au Palais-Royal dans Monsieur chasse !,,, un vaudeville en 3 actes de Georges Feydeau ; le 26 octobre 1892, c'est le rôle de Mme Demareuil dans Celles qu'on respecte, comédie en 3 actes de Pierre Wolff créée au théâtre du Gymnase. Au même Gymnase le 15 avril 1893 elle interprète Clémentine dans L'Homme à l'oreille cassée,,, conte en trois actes et en deux époques, tiré du roman d’Edmond About, par Pierre Decourcelle et Antony Mars.
Elle figure à l'affiche du théâtre du Palais-Royal le 9 novembre 1893 pour la première de Leurs Gigolettes,, comédie en 4 actes d'Henri Meilhac et Albert de Saint-Albin. Le 31 janvier 1895 au théâtre de la Porte-Saint-Martin elle tient les rôles de Marie-Antoinette et de Oliva à la création du Le Collier de la Reine,,, pièce en 5 actes et 13 tableaux de Pierre Decourcelle. Elle joue ensuite en 1896 à la Renaissance dans La Meute,, pièce en quatre actes d'Abel Hermant. Aux Nouveautés elle est à l'affiche de Les Complices. Elle retourne à l'Odéon où elle crée en 1897 Le Passé,, comédie en 5 actes de Georges de Porto-Riche.
Pendant ces quinze premières années, elle aura joué dans tous les théâtres parisiens. Son tempérament va s'affirmer, elle va être une des grandes vedettes du Boulevard. Lucien Guitry l'engage à la Renaissance pour jouer La Baronne de Morènes dans La Châtelaine, pièce d'Alfred Capus qu'il crée en 1902 ; elle est ensuite à l'affiche de Clarisse Arbois, comédie en trois actes de Maurice Boniface.
C'est ensuite le 17 février 1904 au Vaudeville Jeannine dans Décadence,,,, d'Albert Guinon. Aux Nouveautés elle est en 1904 à l'affiche de La gueule du loup,, pièce de Maurice Hennequin et Paul Bilhaud. Au Vaudeville elle crée le 19 avril 1905 le rôle de Giselle d'Exireuil dans L'armature,,, pièce en 5 actes d'Eugène Brieux. C'est un rôle dans Les Demi-Vierges, d'après le roman de Marcel Prévost adapté à la scène ; elle est ensuite Madame Marneffe le 5 décembre 1905 dans La cousine Bette,,, pièce en 4 actes de Pierre Decourcelle et Paul Granet d'après le roman d'Honoré de Balzac.
C'est alors qu'elle est engagée à la Comédie-Française. Sa carrière va suivre un cours nouveau. Elle fait ses débuts le 2 avril 1906 dans Paraître,,, de Maurice Donnay.
On va la voir cette même année 1906 dans La Courtisane, d'André Arnyvelde, Les Mouettes, de Paul Adam dans le rôle d'Adrienne et Poliche d'Henry Bataille,, où elle est Pauline. On l'apprécie en 1907 dans le rôle de Jane Brizeux de La Rivale,, d'Henry Kistemaeckers et Eugène Delard et celui de Claire Frénot dans L'Autre, de Paul et Victor Margueritte.
Elle revient aux classiques et les interprète en grande artiste, surtout Marivaux. Elle sera en 1908 Célimène,,, du Misanthrope et Suzanne, du Mariage de Figaro. Pour le Gala des Trente Ans de théâtre au Trocadéro en 1911, elle est de Cécile Sorel, Marcelle Géniat et Louise Lara dans le spectacle du Menuet, qui ressuscite un peu de la grâce des fêtes de Versailles sous le roi Louis XIV. Elle interprète en 1912 Madeleine Béjart dans Le ménage de Molière,,, de Maurice Donnay, Micheline de Nismes dans Bagatelle, de Paul Hervieu et en 1913 Sergine Guéret dans L'Embuscade,, d'Henry Kistemaeckers.
L'année suivante 1914, elle tient les rôles d'Alcmène dans Amphitryon, de Molière et de Madame Blandin dans Deux Couverts, de Sacha Guitry. Elle joue en 1916 dans La Figurante, en 1917 dans Les Noces d'argent, de Paul Géraldy. Elle fait sa rentrée en 1919 dans La Parisienne, d'Henry Becque puis elle joue la même année dans Le Voile déchiré de Pierre Wolff et Les Sœurs d'amour de Henry Bataille ; en 1920 on la retrouve dans Les Effrontés d'Émile Augier et Maman Colibri, d'Henry Bataille.
C'est ensuite en 1921 un rôle dans Le Sicilien ou l'Amour peintre et Les Fâcheux de Molière. Elle tourne dans Molière, sa vie, son œuvre, film français muet réalisé par Jacques de Féraudy sorti en 1922. On la retrouve en 1925 en Madame Aufraye dans Robert et Marianne, de Paul Géraldy, l'année suivante en Fernande dans La Carcasse, de Denys Amiel et André Obey et enfin en 1927 elle est Madame de Tennemare dans Les Flambeaux de la noce, de Saint-Georges de Bouhélier. Elle est la Comtesse dans le Legs de Marivaux en fin de l'année 1928, mais le 10 janvier 1929 la Comédie française doit changer sa programmation et le remplacer par L'Anglais tel qu'on le parle, Berthe Cerny ayant perdu sa mère. Elle est enfin en octobre 1929 la Marquise dans La nuit d'auberge de Gabriel Nigond.
Elle est nommée 346e sociétaire en 1909, puis sociétaire honoraire le 1er janvier 1931. Ses souvenirs de scène recueillis par André Ransan paraissent dans Candide entre novembre 1933 et mars 1934,.

## Théâtre

### Théâtre de l'Odéon
- 1885 : Un coup de soleil d'Albéric Second avec Théodore de Grave
- 1886 : Renée Mauperin d'Henry Céard
- 1887 : Numa Roumestan d'Alphonse Daudet

### Théâtre royal du Parc à Bruxelles
- 1890-1891 : Mensonges de Pierre Decourcelle en collaboration avec Léopold Lacour
- 1891-1892 : Amoureuse de Georges de Porto-Riche, Clary contre clary d'Albert Millaud, La Danseuse au couvent de Pierre Decourcelle, Le Gendarme de Pierre Decourcelle, Ma Cousine d'Henri Meilhac

### Théâtres de boulevard
- 1892 : L'Affaire Clemenceau d'Armand d'Artois (Vaudeville), Monsieur chasse ! de Georges Feydeau (Palais-Royal), Celles qu'on respecte de Pierre Wolff (Gymnase)
- 1893 : L'Homme à l'oreille cassée de Pierre Decourcelle et Antony Mars (Gymnase), Leurs Gigolettes d'Henri Meilhac et Albert de Saint-Albin (Palais-Royal)
- 1895 : Le Collier de la Reine de Pierre Decourcelle (Porte-Saint-Martin)
- 1896 : La Meute d'Abel Hermant (Renaissance), Les Complices (Nouveautés)
- 1897 : Le Passé de Georges de Porto-Riche (Odéon)
- 1902 : La Châtelaine d'Alfred Capus (Renaissance), Clarisse Arbois de Maurice Boniface (Renaissance)
- 1904 : Décadence d'Albert Guinon (Vaudeville), La gueule du loup de Maurice Hennequin et Paul Bilhaud (Nouveautés)
- 1905 : L'armature d'Eugène Brieux (Vaudeville), Les Demi-Vierges de Marcel Prévost, La cousine Bette de Pierre Decourcelle et Paul Granet

### Comédie-Française
Entrée en 1906
- 1906 : Paraître de Maurice Donnay, La Courtisane d'André Arnyvelde, Les Mouettes de Paul Adam, Poliche d'Henry Bataille
- 1907 : La Rivale d'Henry Kistemaeckers et Eugène Delard, L'Autre de Paul et Victor Margueritte
- 1908 : Le Misanthrope de Molière, Le Mariage de Figaro de Beaumarchais

Nommée 346e sociétaire en 1909
- 1912 : Le Ménage de Molière de Maurice Donnay, Bagatelle de Paul Hervieu
- 1913 : L'Embuscade d'Henry Kistemaeckers
- 1914 : Amphitryon de Molière, Deux couverts de Sacha Guitry
- 1917 : Les Noces d'argent de Paul Géraldy
- 1919 : La Parisienne d'Henry Becque, Le Voile déchiré de Pierre Wolff, Les Sœurs d'amour  de Henry Bataille
- 1920 : Les Effrontés d'Émile Augier, Maman Colibri d'Henry Bataille
- 1921 : Le Sicilien ou l'Amour peintre de Molière, Les Fâcheux de Molière
- 1925 : Robert et Marianne de Paul Géraldy
- 1926 : La Carcasse de Denys Amiel et André Obey
- 1927 : Les Flambeaux de la noce de Saint-Georges de Bouhélier
- 1928 : le Legs de Marivaux

Le 10 janvier 1929 la comédie française change la programmation du Legs remplacé par L'Anglais tel qu'on le parle, Berthe de Cerny ayant perdu sa mère.
- 1929 : La Nuit d'auberge de Gabriel Nigond
- 1930 : dernière le 28 décembre dans Maman Colibri d'Henry Bataille

Sociétaire honoraire le 1er janvier 1931

## Filmographie
- Molière sa vie son œuvre

## Tableaux
Son ami Jules Cayron, peintre de portrait, réalise plusieurs toiles la représentant, dont en 1907 celle du Musée des beaux-arts de Tours. Louis Édouard Fournier la peint en 1910 dans le rôle de Célimène du Misanthrope, tableau conservé au musée Carnavalet.
Le photographe Vizzavona utilise ces tableaux pour des couvertures de magazine (Le Théâtre).